# 九龍巴士HK2線
九龍巴士HK2線是香港的一條巴士路線，由粉嶺鐵路站（百和路）往來粉嶺奧運馬術比賽場地（雙魚河）。

## 歷史及簡介
為方便市民及遊客到香港觀賞2008年夏季奧林匹克運動會馬術比賽及2008年夏季殘奧會馬術比賽，以及方便市民到達粉嶺奧運馬術比賽場地（雙魚河）參與有關團體之活動，九龍巴士特此開辦HK2線。本線第一班車於2008年8月11日06:00於粉嶺鐵路站（百和路）及06:20於粉嶺奧運馬術比賽場地（雙魚河）開出。

## 服務時間

### 粉嶺鐵路站（百和路）開
- 0600-1310
  - 每3-10分鐘一班

### 香港奧運馬術比賽場地（雙魚河）開
- 0620-1330
  - 每3-10分鐘一班

## 收費
- 全程：$6.3
  - 乘客如持有當日有效的奧運馬術比賽門票，可免費乘搭該線。

## 特色
本線與HK1及HK3線一樣，由九巴四間車廠共同派車，並使用排放標準達歐盟3期或以上的車種行走。